# Wicken Fen
Wicken Fen est une réserve naturelle classée site d'intérêt scientifique particulier de 254,5 hectares situé en Grande-Bretagne, près de la ville de Wicken dans le Cambridgeshire,,.
Le site est protégé par d'autres désignations nationales telles que National Nature Reserve (réserve naturelle nationale),. Il est aussi protégé par des désignations internationales en tant que site Ramsar, pour les zones humides d'importance internationale, et fait partie des marais de zone spéciale de conservation selon la Directive habitats,.
Une grande partie de la réserve appartient au National Trust et est gérée par cette organisation. C'est l'une des plus anciennes réserves naturelles de Grande-Bretagne et la première réserve gérée par le National Trust dès 1899. La réserve comprend des tourbières minérotrophes, des terres arables, des marais et des roselières.
Wicken Fen est l'un des quatre seuls marais sauvages qui survivent encore dans l'énorme bassin du Grand Fen d'Est-Anglie ou 99,9 % des marais sauvages sont remplacés par des cultures arables.

## Gestion du site
L'intervention humaine sur le site existe depuis des siècles. La réserve est toujours gérée de manière intensive pour protéger et maintenir l'équilibre délicat des espèces qui s'est construit au fil des ans.
Une grande partie de la gestion a pour objective de recréer les anciens systèmes d'exploitation des marais qui ont persisté pendant des centaines d'années, permettant a certaines espèces de devenir dépendantes de ces pratiques. Par exemple, la marisque (Cladium mariscus) est récoltée chaque année et vendue pour les toits de chaume. La première récolte de marisque enregistrée à Wicken remonte à 1414  et depuis lors, la marisque est régulièrement coupée. Cela entraîne la colonisation de la zone par une multitude d'animaux, de champignons et de plantes qui dépendent du défrichement régulier pour survivre. De nombreux animaux, plantes et champignons dépendent d'une telle gestion régulière de la végétation pour garder leurs habitats intacts.
Dans le cadre du plan de gestion de Wicken Fen, des Konik et des Highlands sont introduits dans certaines zones pour le pâturage et empêchent la repousse des broussailles.

## Histoire de la réserve

Carte de la réserve en 2011.

Le 1er mai 1899, le National Trust achète 8 094 m 2 pour 10 £ et, en 2016, le site compte plus de 255 hectares.
La première parcelle de terrain de la réserve est donnée au National Trust par Charles Rothschild en 1901.
L'écologie de la réserve est étudiée dès les années 1900 par Richard Henry Yapp.
Le Wicken Fen Vision est un projet du National Trust ; qui prévoit une éxtension de la zone protégée à 56 km2 (21,621720904 mi2) sur une période de 100 ans. Le projet est lancé en 1999 pour marquer le 100e anniversaire de la première parcelle de terrain. En 2001, une acquisition majeure est réalisée avec l'achat de Burwell Fen Farm (1,65 km2 ). En 2005, Tubney Fen, une ferme à gazon de 100 Ha, est achetée. D'autres achats incluent Hurdle Hall Farm et Oily Hall Farm en 2009, et St Edmunds Fen en 2011. Le National Trust prévoit l'acquisition de terres supplémentaires dès qu'elles deviennent disponibles, au prix du marché.
En raison de l'augmentation de la superficie des zones humides, les populations d'alouettes des champs, de bécassines, de perdrix grises, de canards siffleurs et de sarcelles d'hiver ont toutes augmenté, avec une augmentation importante des effraies des clochers et des hiboux des marais. Les buses, les busards Saint-Martin et les busards des marais sont de retour, et les butors ont commencé à s'y reproduire en 2009 pour la première fois depuis les années 1930.

## Biodiversité
Wicken fen est l'une des zones les plus biodiverses de Grande-Bretagne.
La création de Wicken Fen comme réserve naturelle est due à sa richesse en invertébrés et en plantes. Jusqu'à présent, plus de 8 500 espèces ont été recensées dans les marais, dont plus de 125 sont incluses dans la liste rouge de l'UICN des invertébrés rares.